# Николаевка (Енотаевский район)
Никола́евка — село в Енотаевском районе Астраханской области, входит в Иваново-Николаевский сельсовет.

## История
Село основано в 1833 году пензенским помещиком Иваном Кашенским.

## География
Село находится в дельте реки Волги, на реке Енотаевка, которая отделяется от волжской протоки Воложка чуть южнее селения Фёдоровка.
Уличная сеть состоит из трёх географических объектов: ул. Горького, ул. Космонавтов, ул. Набережная.
С севера к селу примыкает село Ивановка, также основанное помещиком Иваном Кашенским, но в 1786 году

## Население
| 2002 | 2010 |
| ---- | ---- |
| 391  | ↗418 |

## Инфраструктура
Основные отрасли экономики — это сельское хозяйство. Промышленности на территории села нет, разработанных минерально-сырьевых источников нет.

## Транспорт
Проселочные дороги.